# Nesithmysus swezeyi
Nesithmysus swezeyi là một loài bọ cánh cứng trong họ Cerambycidae.